# 白鬚浜駅
白鬚浜駅（しらひげはまえき）は、かつて滋賀県高島郡高島町大字鵜川（現在の高島市鵜川）にあった江若鉄道の駅（廃駅）。
琵琶湖の白鬚浜水泳場（現：白ひげ浜水泳キャンプ場）の最寄り駅であり、夏の水泳シーズンのみ営業する臨時駅であった。

## 歴史
白鬚浜駅は1951年（昭和26年）に開業した。開業と同じころには、白鬚浜水泳場（現：白ひげ浜水泳キャンプ場）が京都の観光事業会社によって開発されている。夏場の水泳客の便宜を図って設けられた臨時駅であり、当駅は白鬚神社への参拝を兼ねて琵琶湖での水泳を楽しむ行楽客で賑わいを見せた。なお、江若鉄道では当駅のほかにも青柳ヶ浜駅や近江舞子南口駅といった水泳客向けの臨時駅を開設していて（近江舞子南口駅はのちに常設駅に変更）、夏の行楽客輸送に身を入れていたことが窺える。

### 年表
- 1951年（昭和26年）7月1日：白鬚 - 高島町間に新設開業[5]。
- 1969年（昭和44年）11月1日：路線廃止に伴い廃駅となる[5]。

## 駅構造
白鬚浜駅では旅客のみを取り扱った。ホームは線路の片側（近江今津方面に向かって右側）に1面のみであった（単式ホーム）。
| ← 浜大津 方面 | 白鬚浜駅 配線略図 | → 近江今津 方面 |
| 凡例 出典:    |                   |                 |

## 駅周辺
駅があった場所は白鬚浜水泳場の駐車場の南寄りに当たる。当駅から隣の高島町駅にかけて、江若鉄道の線路は打下日吉神社の境内を横断し、琵琶湖の内湖である乙女ヶ池の西岸を進んでいた。日吉神社のあたりからは線路跡が盛土となっていて、これを進むと江若鉄道の廃線後に開通した湖西線の線路に行き当たる。

## 隣の駅
江若鉄道
江若鉄道線
白鬚駅 - （臨）白鬚浜駅 - 高島町駅